# Kjelsås Station
Kjelsås Station (Kjelsås stasjon) er en jernbanestation på Gjøvikbanen i Norge. Stationen består af to spor med hver sin sideliggende perron med læskure, en tidligere stationsbygning i træ og en parkeringsplads samt busstop. Stationen ligger overfor Norsk Teknisk Museum i kvarteret Kjelsås i bydelen Nordre Aker, 10,28 km fra Oslo S.
Stationen blev oprettet ved Gjøvikbanens åbning til Røykenvik 20. december 1900. Oprindeligt hed den Kjelsaas, men den skiftede navn til Kjelsås i april 1921. Den blev fjernstyret 13. december 1971 og gjort ubemandet 29. maj 1972. I dag er Kjelsås en fjernstyret ubemandet station med krydsningsspor og mulighed for af- og påstigning. Stationen kan bemandes efter behov. 
Stationsmiljøet blev skabt af arkitekten Paul Due. Stationsbygning og udhus er fredet.
Kjelsås Station betjenes også af buslinjerne 22 (Majorstuen – Ellingsrudåsen) og 25 (Majorstuen – Lørenskog Stasjon) og er desuden endestation for buslinje 54 (Aker Brygge – Kjelsås Stasjon). Sporvejen Kjelsåsbanen har endestation ca. 100 m fra stationen.